# Granja Sant Vicent Ferrer
La Granja Sant Vicent Ferrer, anteriorment coneguda com a Torre del Capità, és una explotació agrícola, situada a l'antic terme rural de Bellestar, al municipi de Penelles, a la comarca de la Noguera. Està inclosa en l'Inventari del Patrimoni Arquitectònic de Catalunya i consta com a bé a protegir dins del pla d'ordenació urbanística municipal de Penelles pel conjunt de valor arquitectònic i paisatgístic representatiu de la imatge i del medi rural d'aquest territori.

## Descripció
La granja Sant Vicent Ferrer es troba en una zona plana de camps de conreu al nord-oest de la carretera LV-3331, a tres quilòmetres al nord-est de Linyola i a 4,5 quilòmetres al sud-oest de Penelles. Es tracta d'una colònia agrícola que disposa una sèrie d'edificis seguint una retícula ortogonal amb criteris de funcionalitat racionalista i certs elements decoratius de gust modernista sobretot en l'ús del maó per crear formes.
La colònia ocupa una extensió triangular amb un costat llarg d'est a oest i els costats curts i iguals cap al sud. La granja limita a l'est amb l'esmentada carretera i a l'oest per camps de conreu. L'entrada se situa en el vèrtex format pels costats curts, en la qual s'inicia l'avinguda central que divideix l'extensió de la colònia en dos triangles oposats, en que l'un és la imatge especular de l'altre.
Al centre d'aquest espai se situen, dos a cada banda de l'avinguda central, els quatre edificis productius de la colònia, separats entre ells per un carrer tan ample com l'avinguda central. Aquests quatre edificis, ubicats doncs ortogonalment, conformen el centre de la colònia agrícola. Són edificis de planta rectangular, de 32 m per 12 m aproximadament, orientats d'est a oest, amb teulada a doble vessant amb el carener longitudinal. Als extrems est i oest tenen adossats cossos d'edifici, de 12 m per 6 m, disposats perpendicularment als cossos centrals, és a dir, orientats de nord a sud, amb teulades a doble vessant i més altes que les dels cossos centrals. Els trams centrals de les teulades es perllonguen uns 4,5 m més enllà de la línia de façana, sostinguts amb un embigat de fusta, per crear un ampli espai sota el ràfec. Les façanes estan arrebossades i pintades. Les obertures d'aquests edificis estan disposades simètricament i consisteixen en funcionals finestres i portes rectangulars.
En els vèrtexs est i oest de l'espai triangular, hi ha sengles torres de planta hexagonal, fetes amb maó i amb les obertures d'arc de frontó, amb marcs ornamentals de maó. Les façanes principals d'aquestes torres afronten amb l'interior de la colònia i consisteixen en cossos de planta rectangular, més alts que el cos hexagonal, de perfil rectilini a dos nivells. La porta i les finestres són d'arc de frontó i a la part superior es disposen 5 rosetons romboïdals de maó.
L'edifici d'administració de la colònia, també conegut com a Torre del Capità, és un robust edifici de planta triangular situat en el vèrtex sud de l'espai triangular de la colònia, de manera que la façana oest afronta amb l'avinguda central i el jardí de l'altra banda, la façana nord amb un dels carrers transversals i l'edifici fabril del sud-est, i la façana sud-est, la principal, amb la carretera LV-3331. Aquesta façana està flanquejada a banda i banda per dues torres de planta octogonal i teulat piramidal que sobresurten una mica de la teulada del cos central, que es disposa a tres vessants de forma piramidal. És un edifici de tres pisos d'altura, bastit a partir de pilastres de carreus ben escairats i amb un encoixinat de relleu irregular, entre les quals s'afegeixen els panys de paret de carreus de pedra ben escairats i llisos. Els panys llisos de la planta baixa estan arrebossats i les obertures hi són rectangulars i rematades amb motllures de pedra de perfils ovalats. A la segona planta les finestres són igualment rectangulars i amb un balcó al centre, amb la llosana motllurada igual que la cornisa que separa aquesta planta de la planta baixa. Finalment, la tercera planta, separada de la segona amb una cornisa igual que l'altra, disposa d'una sèrie de finestrals rectangulars consecutius. La façana és rematada amb un ràfec senzill sota la teulada, amb un canaló que en recull les aigües de pluja.
Finalment, la porta d'accés al recinte de la colònia en el vèrtex sud, està flanquejada per dos edificis de planta poligonal (de cinc cares, tres de les quals formen un rectangle), fets amb maó i d'una sola planta i amb teulada a cinc vessants.
Al nord d'aquest espai triangular que correspon a la colònia agrícola de principis del segle xx, s'han afegit posteriorment altres edificis agropecuaris fets amb ciment i acer i d'escàs interès.

### Elements arquitectònics
- La Bàscula: situada a l'entrada, entre dues edificacions simètriques d'una sola planta, en forma pentagonal.
- La Torre del Capità: de planta irregular, té la façana de pedra amb motius decoratius. Destaquen dues torres de planta octogonal.
- Les quatre edificacions simètriques: són quatre naus simètriques dues a dues, amb una torre a cada costat, donant una sensació d'ordre i claredat. Les teulades tenen mènsules de fusta.
- Les dues edificacions hexagonals: amb una torre en un dels costats, s'uneixen a la simetria de les quatre edificacions anteriors. Les obertures són perfilades i sobresurten en relleu del pla de les façanes.
- L'edifici adossat a nau: de dues plantes, destaca per la simetria de la seva façana.[1]